# Scleromystax
Scleromystax è un genere di pesci ossei d'acqua dolce appartenente alla famiglia Callichthyidae.

## Distribuzione e habitat
Il genere è endemico dei corsi d'acqua costieri del Brasile.

## Specie
Il genere comprende 4 specie
- Scleromystax barbatus;
- Scleromystax macropterus
- Scleromystax prionotos
- Scleromystax salmacis